# Mentalismo (psicologia)
Il mentalismo è un approccio psicologico volto alla spiegazione del comportamento attraverso il ricorso a processi mentali non-osservabili dall'esterno. Pur non avendo creato il neologismo la paternità del termine è riconducibile a Henry Sidgwick che lo definisce in antitesi al materialismo.
Nella storia delle idee sono definite come mentaliste le riflessioni gnoseologiche che identificano il contenuto della conoscenza con gli stati mentali, in questo senso sono state associate al mentalismo le filosofie di Locke, Berkeley e Hume. In epoca contemporanea sono considerate mentaliste le filosofie di Mill, Moore e Russell. Tra i critici di questa concezione si trovano invece Dewey, Wittgenstein e Quine.
Il termine viene usato in senso polemico dai comportamentisti per indicare la tendenza a fare uso di concetti quali "coscienza" e "intenzione" nell'interpretazione dei fenomeni psichici. In opposizione al comportamentismo il cognitivismo assume il termine per indicare la necessità da parte della scienza di formulare ipotesi anche su ciò che non è direttamente osservabile, la psicologia può quindi legittimamente rivolgersi allo studio degli stati e dei processi mentali.